# إيف ميرش
إيف ميرش من مواليد 1 أكتوبر 1949 في لوكسمبورغ هو حقوقي ومحامي، شغل منصب عضو في المجلس التنفيذي للبنك المركزي الأوروبي من عام 2012 إلى عام 2020. كما شغل سابقًا منصب الحاكم الأول لبنك لوكسمبورغ المركزي من 1998 إلى 2012. عند مغادرته البنك المركزي الأوروبي في عام 2020، كان العضو الأطول خدمة في مجلس إدارة البنك المركزي الأوروبي.